# Вольчек, Роман Львович
Роман Львович Вольчек (1 сентября 1923, Орск — 20 августа 1993, Оренбург) — советский шашист, тренер и судья, спортивный деятель. Участник Великой Отечественной войны.
Организатор шашечного спорта в Оренбургской области, многолетний руководитель областной федерации шашек и шахмат, основатель шашечно-шахматного движения в Оренбужье и в Орске. Организовал в Оренбурге музей спорта.
Судья всесоюзной категории по шашкам.
Как тренер подготовил в Орске двух чемпионов РСФСР, 5 мастеров и 60 кандидатов в мастера спорта по шашкам.
По инициативе председателя областной федерации шахмат Р. Л. Вольчека в Орск приезжали и выступали с лекциями и сеансами одновременной игры Михаил Ботвинник, Виктор Корчной.

## На фронте
В 1941 году прибыл на место призыва: Чкаловский РВК, Чкаловская обл., Чкаловский р-н. С ноября 1941 года — красноармеец в составе
202 тбр
Телефонист батареи Роман Вольчек 26.03.1943 совершил подвиг в Орловской области, за который был награждён 26.06.1943 медалью «За боевые заслуги».
В 1985 году награждён Орденом Отечественной войны I степени

## Память
В Оренбурге проходят мемориальные турниры памяти Р. Л. Вольчека по шашкам и по шахматам.